# Efraasia
Efraasia (лат.) — род ящеротазовых динозавров из группы завроподоморфов (Sauropodomorpha), живший в позднем триасовом периоде (около 210 миллионов лет назад), на территории нынешней Европы. Окаменелости теропода были найдены в Германии. Впервые описан палеонтологом Фридрихом фон Хюне в 1907—1908 годах под названием Teratosaurus minor. Назван в 1973 году в честь другого палеонтолога, Эберхарда Фрааса. С 2003 года считается, что род представлен одним видом — Efraasia minor.

## История изучения и название

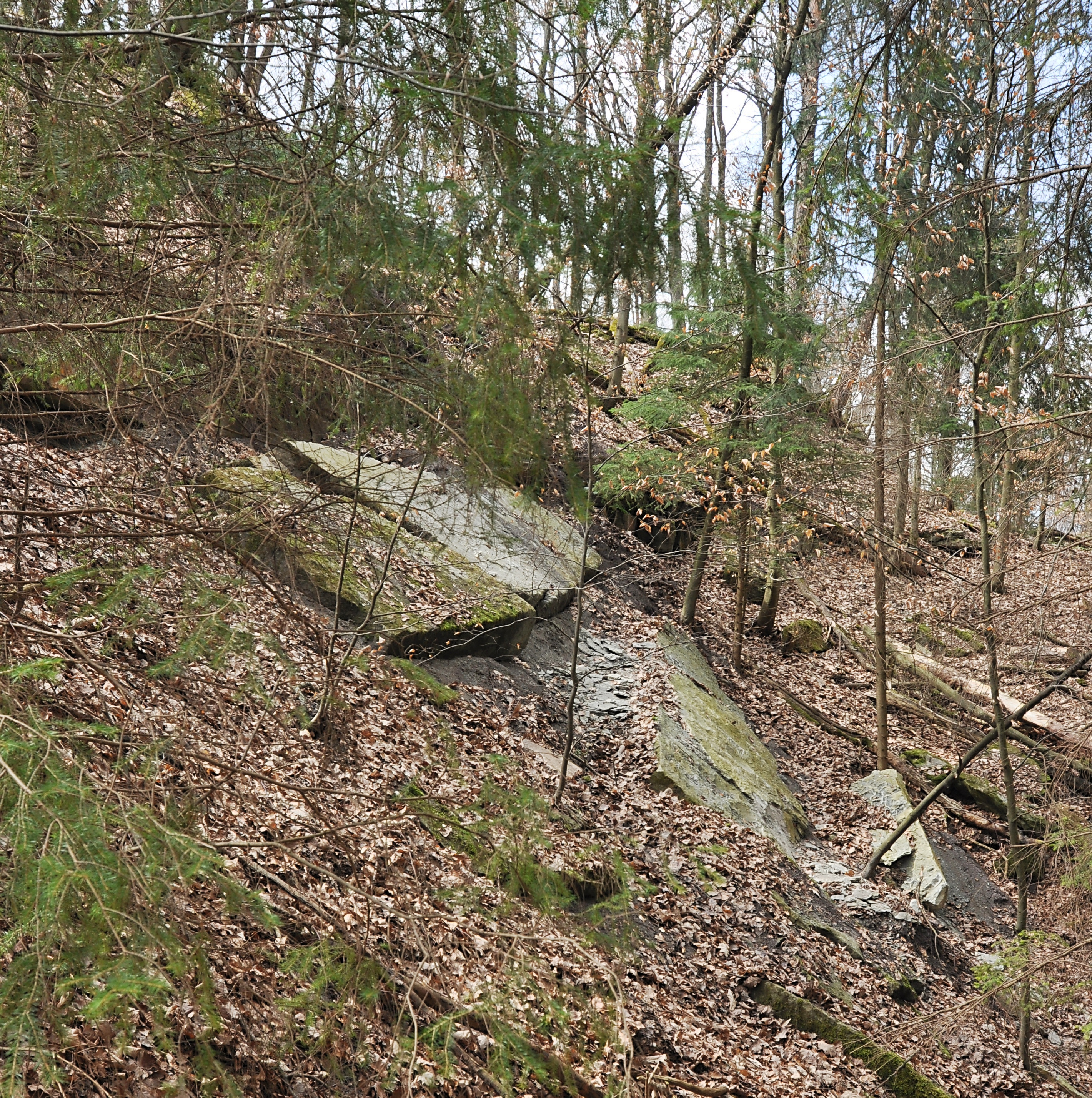
Weiße Steinbruch

У Efraasia сложная история классификации, останки относили к нескольким родам и видам. Efraasia была обнаружена, когда маульброннский хофштайнмецмейстер («придворный каменщик») Альберт Бюррер в 1902 году стал разрабатывать карьер "Weiße Steinbruch" недалеко от общины Пфаффенхофен в Баден-Вюртемберге. Чтобы добраться до слоя твёрдого белого песчаника, который Бюррер хотел использовать в строительстве, необходимо было удалить вскрышу более мягкого мергеля толщиной 6 метров. Там он обнаружил много окаменелых останков позвоночных. Этот пласт был частью формации Штубенсандштайн, Вюртембергской части формации Левенштейн, датируемой норийским веком. В промежутке с 1906 по 1914 года, когда карьер закрылся, Бюррер передал находки палеонтологу Профессору Фраасу из Государственного музея естествознания Штутгарта.
Образец базального зауроподоморфа SMNS 11838 был впервые описан Фридрихом фон Хюне в 1907–1908 годах и назван новым видом тератозавра — T.minor. В то время тератозавр считался динозавром-тероподом; он был классифицирован как Rauisuchia только в 1980-х годах. Видовое имя было дано в честь того факта, что экземпляр был меньше Teratosaurus suevicus. Окаменелости были представленны крестцом, правой задней конечностью и лобковой костью. В той же публикации он дал название Sellosaurus fraasi частичному скелету SMNS 12188-12192, извлечённому из более древних пород той же формации, как второму виду нового рода Sellosaurus (сегодня это название считается синонимом Plateosaurus).
В 1912 году Эберхард Фраас сообщил о двух частичных скелетах SMNS 12667 и SMNS 12684, собранных в 1909 году, которые он отнес к новому виду Thecodontosaurus: T. diagnosticus. Он не описал их из-за проблем со здоровьем,  поэтому это название осталось nomen nudum. Фон Хюне использовал это видовое имя спустя годы после смерти Фрааса, переописав образцы Thecodontosaurus как Paleosaurus (?) diagnosticus  в 1932 году. Вопросительный знак указывает на то, что фон Хюне считал это название лишь предварительным. В 1959 году Оскар Кун отметил, что название Paleosaurus было неподходящим и переименовал род в Palaeosauriscus. Аллен Чариг в 1967 году был первым, кто использовал комбинацию Palaeosauriscus diagnosticus для немецких образцов. Современное родовое имя само по себе синоним Paleosauriscus.
Питер Гальтон отнёс образцы к новому роду Efraasia в 1973 году, поскольку Paleosaurus, если не считать проблем с омонимией, имел проблемы с принадлежностью зубов. Родовое имя представляло собой сокращение от «Э. Фраас». Таким образом, новым названием вида стало Efraasia diagnostica. Однако позже Гальтон и Роберт Баккер (1985) рекомендовали считать Efraasia младшим синонимом другого прозауропода, Sellosaurus gracilis.
В 2003 году Адам Йейтс опубликовал исследование, описывающее эти и другие окаменелости из позднего триаса Германии. Он обнаружил, что окаменелости «Sellosaurus» принадлежат нескольким видам: Sellosaurus gracilis, которого он переименовал в Plateosaurus gracilis, Teratosaurus minor, Sellosaurus fraasi и Paleosaurus diagnosticucus. Действительное название не удалось закрепить так просто, поскольку и Teratosaurus minor, и Sellosaurus fraasi впервые появились в записях фон Хюне ещё в 1908 году. Поскольку прежнее название уже существовало, Йейтс выбрал в качестве названия другое наименование, заменив Teratosaurus minor на новую комбинацию Efraasia minor, которая, таким образом, является единственным действительным названием таксона. Йейтс не принял во внимание два других вида, основанных фон Хюне на очень фрагментарном материале немецких базальных зауроподоморфов Teratosaurus trossingensis и Thecodontosaurus hermannianus, хотя Гальтон считал их младшими синонимами Efraasia diagnostica в 1990 году.
Помимо упомянутых выше экземпляров, было найдено еще несколько окаменелостей. Вместе они позволяют составить хорошее представление о том, как выглядело это животное.